# あまてるこ
あまてるこ（あまてるこ）は三重県伊勢市在住と設定されたキャラクターである。

## 概要
三重県の伊勢市在住と設定されたキャラクターである。飲料製品の伊勢志摩限定パッケージキャラクターとして初登場した。広義のご当地キャラクターと言える。
ライセンサーと、三重県ゆかりの企業とのコラボレーションによる経済的利用から、三重県の土産物店などで一般に目にすることが増えてきた。　